# ヴィクトル・ファン・デン・ボヘルト
ヴィクトル・ファン・デン・ボヘルト（Victor van den Bogert、1999年8月12日）は、オランダ・ユトレヒト出身のサッカー選手。FCデン・ボス所属。ポジションはDF。

## クラブ経歴
2017年3月17日、ヴィレムIIと自身初のプロ契約を結んだ。2019年3月3日、エールディヴィジのSCヘーレンフェーン戦でトップチームデビューを果たした。
2020年1月31日、エールステ・ディヴィジのデ・フラーフスハップに2019-20シーズン終了までレンタルされた。